# The Boob (film 1917)
The Boob è un cortometraggio muto del 1917 diretto da Otis Thayer. Prodotto dalla Selig, il film aveva come interpreti Frederick Eckhart, Casson Ferguson e Bernadine Zuber.

## Produzione
Il film fu prodotto dalla Selig Polyscope Company.

## Distribuzione
Distribuito dalla General Film Company, il film - un cortometraggio in una bobina - uscì nelle sale cinematografiche statunitensi nell'aprile 1917.